# 溫云超

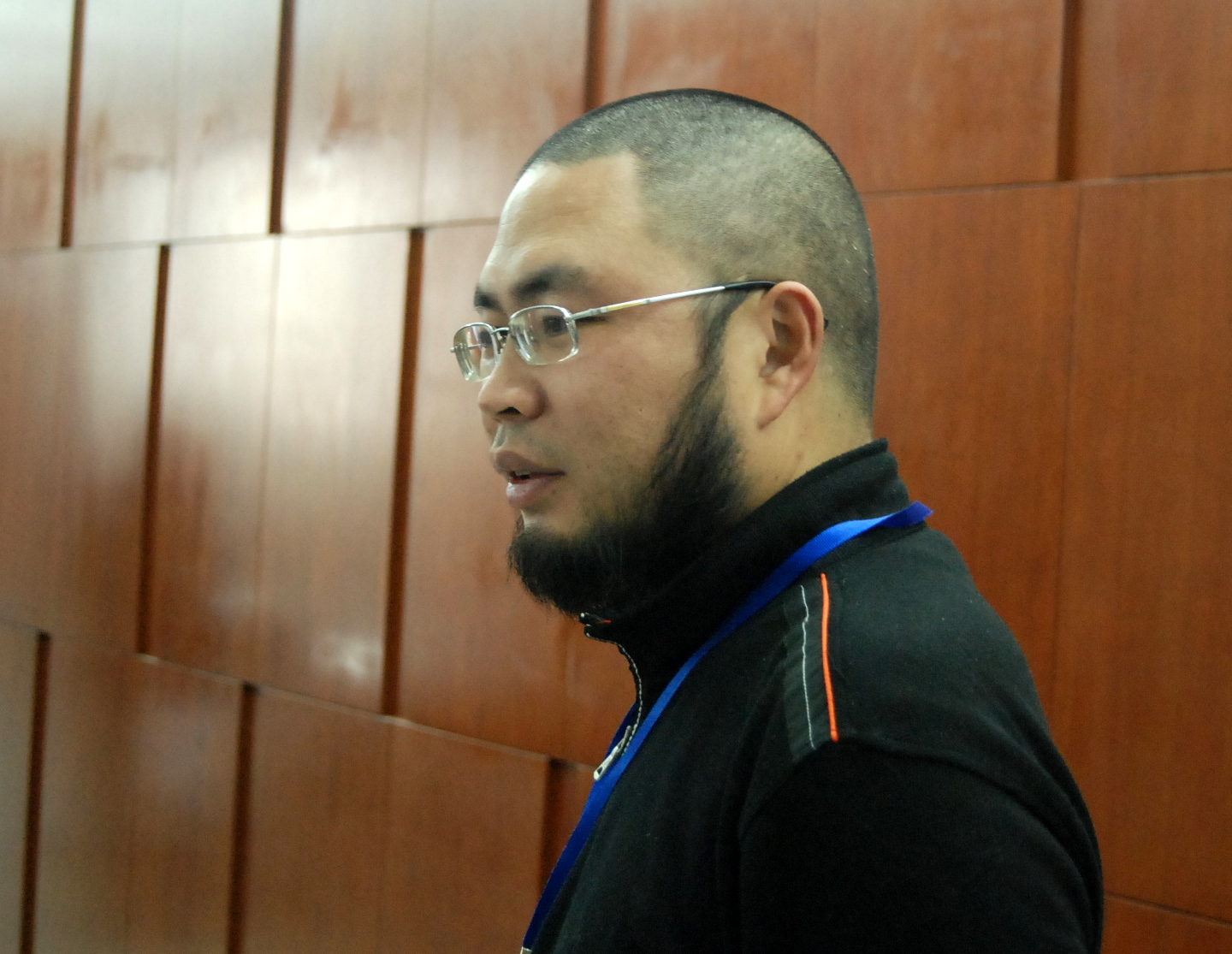
北风

温云超（1971年—），又名北风，生于中国广东省揭西县五云镇下砂陂苏村，曾居香港，現居美國紐約，美国之音“时事大家谈”特约评论嘉宾，知名网络写手和社会活动家。

## 生平
1989年至1993年就读于哈尔滨工业大学。1997年，进入广东经济电视台（南方电视台前身）任新闻部记者，先后曾担任《羊城晚报》金羊网信息中心总监及网易博客高级编辑。2009年3月离开网易公司，致力于中国互联网审查体系的观察与研究以及推动Twitter在中国的普及。
2006年至2009年間曾在广州天河区开设“凸凹酒吧”，并经常举办讲座活动。
2009年至2010年间，发起过“郭宝锋，你妈妈喊你回家吃饭”寄送明信片、9月9日“去毛”活动、“空椅子”照片多项网络运动。
2010年12月15日，法国人权委员会在法国外交部将2010年度人权奖颁予北风，以表彰其在推动新媒体在人权事业中的应用与贡献。
2010年12月24日，中国广州的《时代周报》评选“2010最有影响力的时代100人”，北风获评为“民间十大人士”。
2011年6月9日，温云超参加在瑞士日内瓦召开的联合国人权理事会上的联合国网络自由研讨会(The Human Voice of Freedom: The Internet and Human Rights)并在会上发言
。
2011年7月28日，温云超在网络上宣布向北京“网管办”网络管理处处长陈华挑战，他表示陈华作为中国各大门户网站内容审查命令的发令人及执行者，网民对其施加压力是对抗管制的有效方式。
2011年11月4日，温云超执笔并起草《致新浪公司投资者的公开信》，就新浪网配合中国官方，对用户进行言论审查和封锁的行为，呼吁投资者减持或不持有新浪公司的股票，以降低新浪的审核成本投入。 
2012年6月6日，温云超执笔并起草《關於要求嚴肅調查李旺陽死亡真相的緊急呼籲 》，征集各界人士参与联署，迫使中国当局彻查李旺阳先生死亡真相。 
曾在2011年底試圖續領來往內地及香港的通行證用于申请香港工作许可，前往中旅社辦手續時，對方表示申請被廣東公安廳拒絕，要他返回戶口所在地辦理。2012年12月27日，因簽證到期未能續簽，溫云超被迫離開香港，前往美國哥倫比亞大學做訪問學者。
2013年8月，策划并发起在“六四”25周年的时候“重回天安门”运动 ，“通过充分动员，如有足够的人能抵达广场，直接达成变革目标。如没有足够的人员抵达，动员过程也能充分调动和消耗维稳力量，为中国民间力量发育创造条件，推动变革早日到来。”。
2016年3月，被卷入要求习近平辞任总书记公开信事件，其在中国的父母及一个弟弟被强迫失踪长达一个星期。。
2016年5月10日，《环球时报》发表署名“单仁平”的社评文章“‘假洋鬼子’撕下斯文外衣时就这模样”  ，批评温云超“在推特上发起对中国5位被指帮助改善‘防火墙’的专家和技术人员的人肉搜索”，“在价值多元的时代，温某这种为政治原因公然侵犯个人权益的‘私刑者’具有特殊危害性，因此要对他们像过街老鼠一样人人喊打。如果让温某的类似行为‘合法化’，中国社会就将大乱，我们每个人的生活大环境和小环境都失序。” 温云超于同一天撰文回应称，“人肉搜索”GFW筑墙者是网民不得已的反抗 。

## 爭議
為了突顯中國網民數量(三億網民)的力量溫云超在亞洲週刊報導時說到：「只要保證互聯網的基本應用不被限制，即使中國對外的網絡聯接全部切斷。那也沒什麼了不起。一個三億網民組成的局域網，跟全球互聯網有什麼區別呢？三億人的力量難道還不夠強大嗎？」
2011年初，網民在報章刊登廣告，諷刺來港產子的內地人為蝗蟲，北風曾因此與香港網民罵戰。「大陸搵到錢嘅人冇安全感。國內嘅政治環境、食物安全，都令國內父母好難有信心畀下一代喺度生活，所以有幾個錢嘅人先肯使十幾廿萬過來生仔，佢哋係政治難民。」不過到了六四周年，和全城追尋李旺陽死因運動之際，他和香港網民又言歸於好，大是大非，一起堅持。